# Ancienne chapelle Saint-Yves (Paris)
Ne doit pas être confondu avec Chapelle Saint-Yves de Paris.
L’ancienne chapelle Saint-Yves de Paris était un lieu de culte catholique situé rue Saint-Jacques dans l'actuel 5e arrondissement de Paris. Cette chapelle disparue ne doit pas être confondue avec l'actuelle chapelle Saint-Yves de Paris, construite en 1925 dans le 14e arrondissement.

## Histoire

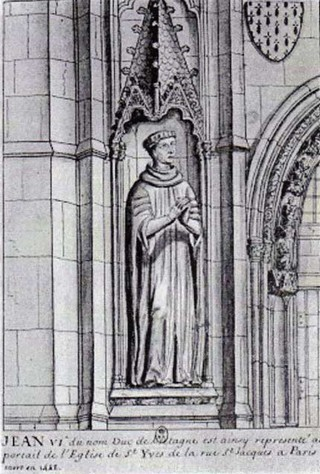
Dessin de la statue de Jean V de Bretagne, sur le côté du portail de la chapelle.

Un an après la canonisation de saint Yves en 1347, des habitants de Paris décident de fonder une confrérie de dévotion au nouveau saint. Foulques de Chanac, évêque de Paris, approuve le projet par lettre d'août 1348. La confrérie réunit notamment des étudiants et maîtres originaires des diocèses de Tréguier, de Léon et de Cornouaille en Bretagne.
En attendant de construire un nouveau sanctuaire, les confrères se réunissent à l'église Saint-Nicolas-du-Chardonnet.
Ils acquièrent « une place et masure, séant à Paris oultre petit pont en la grand'rue Saint Jacques, faisant le coing de la rue des Noyers ».
La première pierre de la chapelle Saint-Yves est solennellement posée par le roi Jean Le Bon le 30 mai 1352. Cette pierre, conservée par l'ordre des avocats du Barreau de Paris, porte l'inscription suivante : « Jehan par la grace de Dieu roy de France a fondé ceste chapelle et assis la prumierre pierre en loneur de Dieu et de mons. S. Yves en lan M. CCC L II et secont de son resgne et donné grant masse dor à la chapelle ».
La chapelle a porté à l'origine le titre d'« église royale de Saint-Yves » comme il apparait sur son sceau particulier : « Sigillum ecclesiœ regiae Sancti Yvonis Parisius ».
La cérémonie de consécration de la chapelle est célébrée le 29 septembre 1357. L'édifice n’est pas complètement achevé à cette date. Charles V donne ensuite la charpente et Charles VI offre un vitrail dans lequel il est représenté avec la famille royale au complet.
Les souverains bretons ne sont pas en reste. En 1413, les statues de Jean V, duc de Bretagne, et de son épouse, Jeanne de France, sont installées de chaque côté du portail.
Dans cette chapelle, desservie par un prieur et douze chanoines, se trouvent des reliques de saint Yves, notamment une côte, un doigt et un morceau du vêtement du saint. Le sanctuaire est surtout fréquenté par les juristes bretons de Paris.
La chapelle, qui était déjà en mauvais état au milieu du XVIIIe siècle, est supprimée en 1793. Elle est vendue comme bien national à un nommé Lenoir qui la fait démolir en 1796 pour en revendre les matériaux.

## Architecture
La chapelle Saint-Yves mesurait de 10 à 12 m de largeur et 38 m de longueur.
Deux tourelles pointues contenant les escaliers encadraient le portail. Le trumeau était orné d’une statue de Saint Yves. Autour du portail se trouvaient les statues de Jean V, duc de Bretagne, et de son épouse.
Une grande fenêtre rectangulaire, surmontée par un fronton soutenu par deux pilastres toscans, avait été ouverte au XVIIIe siècle dans la partie supérieure de la façade.
Peu de représentations de la chapelle Saint-Yves ont été conservées. L'une des plus intéressantes est la gravure de l'ouvrage d'Allain Manesson-Mallet, La Géométrie pratique (tome second), publié en 1702, page 151, planche LXIX. Elle montre l'édifice avant les transformations du XVIIIe siècle.

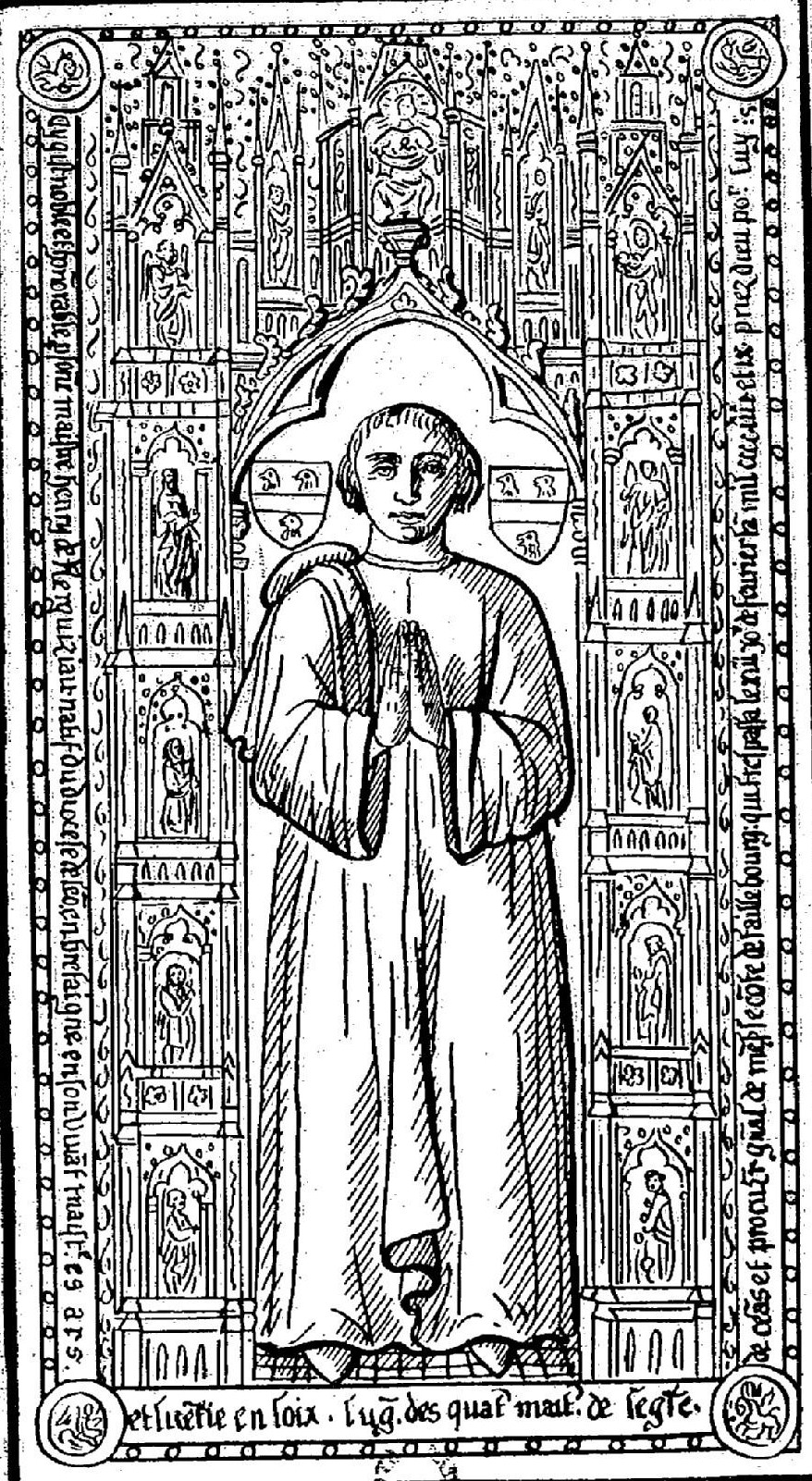
Tombe d'Henri de Kerguiziau décédé en 1489 (chapelle Saint-Yves).

## Sépultures
De nombreuses sépultures armoriées se trouvaient à l’intérieur de la chapelle. On a conservé les représentations de sept tombes de maîtres-enseignants.
Les fondations de la chapelle concernent surtout, durant les premières décennies, les évêchés de Cornouaille et de Léon en Bretagne :
- Cornouaille : Salomon de Mescoual (1360), Geffroy Lavenant (1384), Hervé Costiou (1393), Galeran de Pendref (1404), Hervé Sulven, Yves de Kerneau, Bertrand de Rosmadec, Maurice de Tresiguidy (1399), Morice de Kaergourant (1417), Olivier de Kerneguez (1411), Yves de la Forest (1436), Jean Aspery (1495), Guillaume de Tyvarlen (1521), etc.
- Léon : Jean de Kerleoret (1386), Yvon de Kerambarz (1383), Alain Le Forestier (1393), Yves de Kerengar (1416), Nicolas et Hervé de Cluzrehou, , Jehan de Keroulay (1397), Gilles Raoul (1400), Yvon Gral (1402), Hervé Pochard (1433), Jean Corre (1459), Hervé de Kerasquer (1477), Henry de Kerguiziau (1489), Tanneguy Pape (1502), etc.[4]

À partir du XVIe siècle des juristes d'autres régions de France s'ajoutent aux donateurs bretons.
Les fondations de la confrérie Saint-Yves de Paris ont fait l'objet de plusieurs études approfondies.